# Dirk Bauermann
Dirk Bauermann (Oberhausen, 10 dicembre 1957) è un allenatore di pallacanestro ed ex cestista tedesco.

## Palmarès

### Allenatore

#### Squadra
- Campionato tedesco: 9

Bayer Giants Leverkusen: 1989-90, 1990-91, 1991-92, 1992-93, 1993-94, 1994-95, 1995-96
Brose Bamberg: 2004-05, 2006-07
- Coppa di Germania: 4

Bayer Giants Leverkusen: 1990, 1991, 1993, 1995
- Supercoppa tedesca: 1

Brose Bamberg: 2007

#### Individuale
- Basketball-Bundesliga Allenatore dell'anno: 4

Bayer Giants Leverkusen: 1989-1990, 1990-1991
Brose Bamberg: 2002-2003, 2003-2004